# Filmstaden Kista
Filmstaden Kista är en biograf med elva salonger i tre olika storlekar: 3x202, 3x135 och 5x93 platser. 
Anläggningen invigdes 27 november 2002 av Josephine Bornebusch och Fares Fares. Sommaren 2012 byggdes foajén om och fick ett helt nytt utseende.
Biografen ligger i Stockholmsförorten Kista och är en stor del av Kista Galleria.

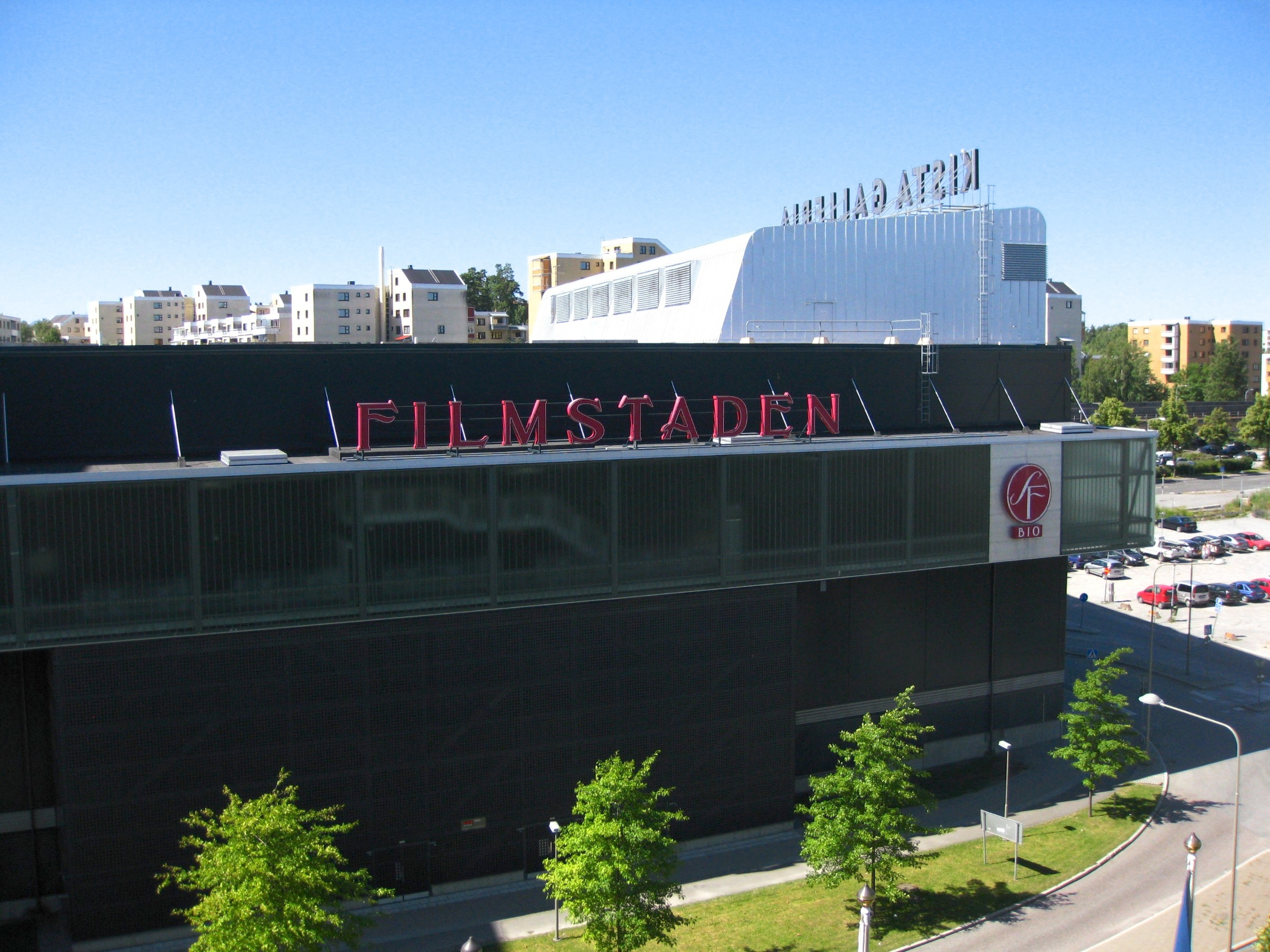
Filmstaden Kista från utsidan.